# Mikrobielles Screening
Mikrobielles Screening wird unter anderem in der Lebensmittelindustrie bzw. Lebensmittelanalytik eingesetzt, um beispielsweise Ausgangsstoffe für ein Lebensmittel auf belastende Rückstände zu untersuchen. Routinemäßig werden z. B. Fleisch-, Ei- oder Milchprodukte auf Rückstände von Antibiotika untersucht. Für den Nachweis von Antibiotika werden sogenannte mikrobielle Hemmstofftests eingesetzt. Diese Testsysteme beruhen auf der Stoffwechselaktivität ausgewählter Bakterien (z. B. Geobacillus stearothermophilus var. calidolactis) bzw. auf der Inaktivierung dieser. Weltweit existiert eine Vielzahl verschiedener Testmethoden, von denen hier stellvertretend zwei vorgestellt werden sollen. 

## Ausgewählte Testverfahren

### Bakterielle Reduktionstests (BRTs)

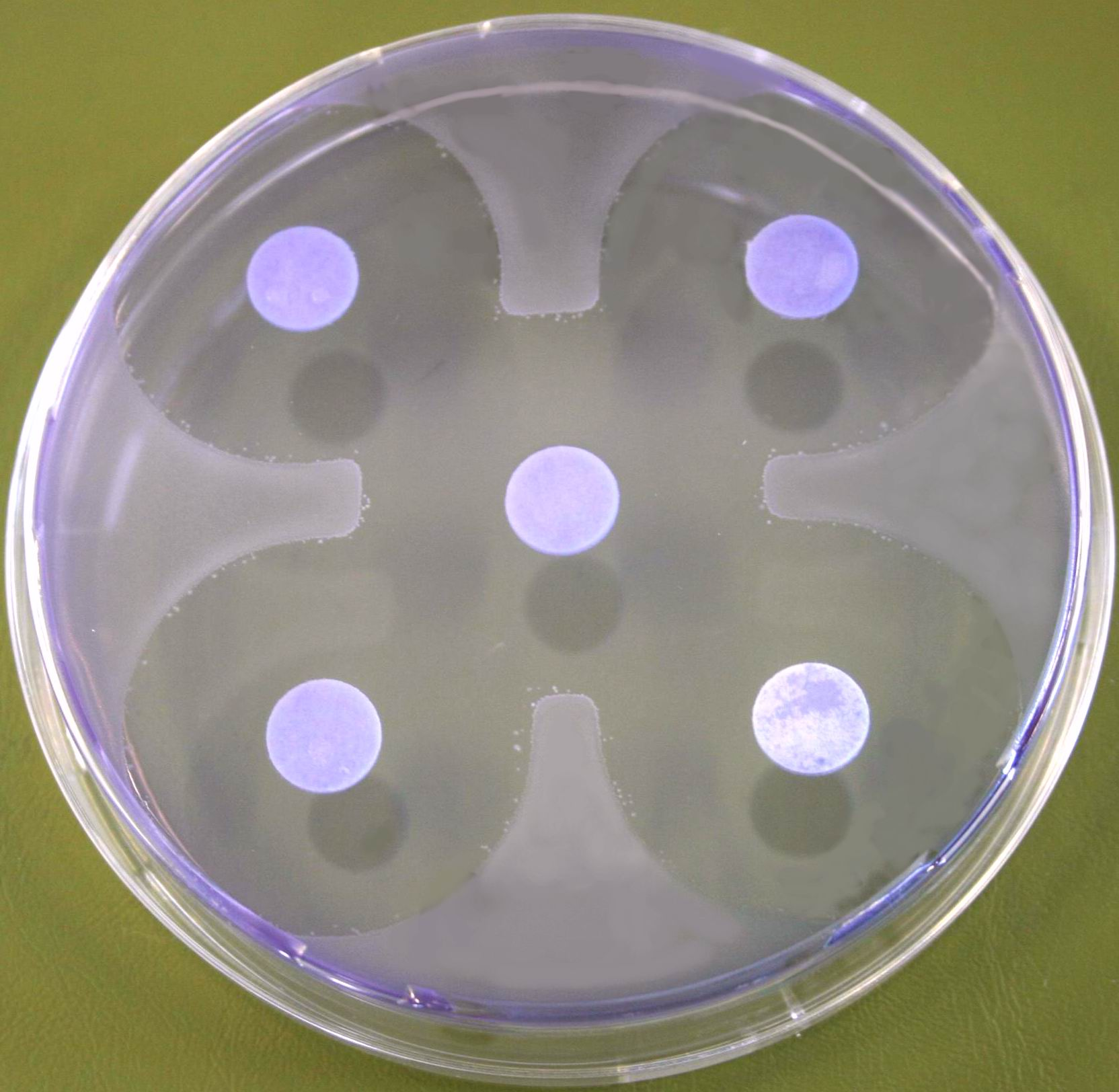
Hemmhöfe durch belastetes Probenmaterial

In den sogenannten BRTs werden die Sporen der Testorganismen einem bestimmten Nährboden zugesetzt, der mit einem speziellen Farbstoff (z. B. Bromkresolpurpur) versehen ist. Dieser Farbstoff wird von den Bakterien während der Bebrütung bei 64 °C (Geobacillus stearothermophilus var. calidolactis) binnen ca. drei Stunden enzymatisch gespalten und ändert seine Farbe von blau zu gelb. Gibt man nun vor der Bebrütung auf den Nährboden eine flüssige Lebensmittelprobe (z. B. Milch), die mit Antibiotika-Rückständen belastet ist, so werden die Bakterien abgetötet bzw. stark gehemmt und es tritt keine oder nur eine unvollständige Farbveränderung ein. In einem solchen Fall ist die Probe als hemmstoffhaltig anzusehen und es wird (meistens) eine detaillierte chemische Analyse durchgeführt, um festzustellen, welches Antibiotikum die Probe enthält und ob dessen Konzentration den gesetzlichen Grenzwert überschreitet. 

### Agardiffusionstests
Bei diesen Testverfahren, wird der mit den Sporen des Testbakteriums (z. B. Bacillus subtilis) versetzte Nährboden noch warm in Petrischalen gegossen, wo er binnen Minuten zu einer klaren geleeartigen Masse erhärtet. Anschließend werden mit der Probenflüssigkeit getränkte Zelluloseblättchen mit einem Durchmesser von 12,7 mm auf den Nährboden gelegt (üblicherweise 3–5 Stück). Es erfolgt eine Bebrütung bei ca. 37 °C für 5–10 Stunden. Die sich in dieser Zeit vermehrenden Bakterien trüben den vorher klaren Nährboden komplett ein. Befindet sich allerdings in der Probenflüssigkeit ein Hemmstoff, z. B. ein Antibiotikum, so bildet sich je nach Wirkstoff und Konzentration ein mehr oder weniger großer Hof um das Zelluloseblättchen. Dieser Hof ist eine Art Todeszone, in der das aus dem Testblättchen austretende Antibiotikum wirksam ist und die Bakterien abtötet. Durch das Abtöten der Bakterien wird der Nährboden an dieser Stelle nicht eingetrübt. Ähnlich den oben genannten BRTs liefert dieses Verfahren nur einen Hinweis auf die An- oder Abwesenheit von Hemmstoffen.

## Zusammenfassung
Mikrobielle Testsysteme besitzen den Vorteil sehr kosteneffizient zu sein (oben genanntes Testverfahren kostet ca. 1–2 Euro pro Test) und binnen sehr kurzer Zeit ein Ergebnis zu liefern. Nachteilig wirkt sich die Vielzahl verschiedener Antibiotika aus, da nicht jeder Testorganismus gleich empfindlich auf unterschiedliche Hemmstoffe reagiert und sehr kleine Konzentrationen häufig nicht nachgewiesen werden können. Die bestehenden Testsysteme müssen somit ständig verbessert werden, um eine lückenlose Lebensmittelüberwachung zu gewährleisten.

## Nachweisgrenzen mikrobieller Screening-Verfahren für einige Antibiotika
- Tetracyclin HCl: Ca. 100 µg/l
- Penicillin G:  Ca. 2–3 µg/l
- Chloramphenicol: Ca. 2500 µg/l
- Erythromycin: Ca. 50 µg/l